# Мурадов, Черкес Муса оглы
Черке́с Муса́ оглы́ Мура́дов (1918, с. Ялевант, Азербайджанская Демократическая Республика — 14 марта 2013, Жанажол) — колхозник, звеньевой колхоза «Новый путь», Герой Социалистического Труда (1948). Младший брат Героя Социалистического Труда Фаржана Мусы оглы Мурадова.

## Биография
Родился в 1918 году в селе Яглавент, Азербайджанская Демократическая Республика.
В 1937 году семья Мурадовых репрессирована и выселена в Казахстан. В том же году в возрасте 19 лет вступил в колхоз «Новый путь» Шуского района Джамбулской области. Первоначально работал пастухом. В 1946 году был назначен звеньевым свекловодческого звена.
В 1946 году свекловодческое звено под руководством Черкеса Мусы оглы Мурадова собрало с участка площадью 55 гектаров по 349 центнеров сахарной свеклы и с участка площадью 4 гектаров было собрано по 811 центнеров сахарной свеклы. За этот доблестный труд он был удостоен в 1948 году звания Героя Социалистического Труда.
В течение последующих лет руководил бригадой свекловодов, ежегодно добиваясь высоких трудовых показателей.
В 1966 году он перешёл в животноводство — стал работать старшим конюхом. В колхозе «Новый путь» проработал более тридцати лет до ухода на заслуженный отдых.
Проживал в селе Жанажол Шуского района Жамбылской области. Совместно с женой Ругиёй они родили и воспитали 15 детей.
Скончался 14 марта 2013 года, похоронен на кладбище села Жанажол.

## Награды
- Герой Социалистического Труда (1948)
- Орден Ленина (1948)